# This Is Disco
This Is Disco är en singel med Magnus Carlsson som släpptes den 30 juni 2009.

## Låtlista

### CD-utgåva
1. This Is Disco
2. Money (Greedy Honey)
3. This Is Disco (SoundFactory Radio Mix)
4. This Is Disco (SoundFactory Paradise Anthem)
5. This Is Disco (SoundFactory Paradise Dub)

### 12" Picture Disc
Sida 1:
1. This Is Disco
2. Money (Greedy Honey)
3. This Is Disco (SoundFactory Radio Mix)

Sida 2:
1. This Is Disco (SoundFactory Paradise Anthem)
2. This Is Disco (SoundFactory Paradise Dub)

## Listplaceringar
| Lista (2008–2009) | Topplacering |
| ----------------- | ------------ |
| Sverige           | 3            |

### Fotnoter
1. ↑  ”This Is Disco”. Hitparad. http://hitparad.se/showitem.asp?interpret=Magnus+Carlsson&titel=This+Is+Disco&cat=s. Läst 31 oktober 2012.